# Franse presidentsverkiezingen 1920 (januari)

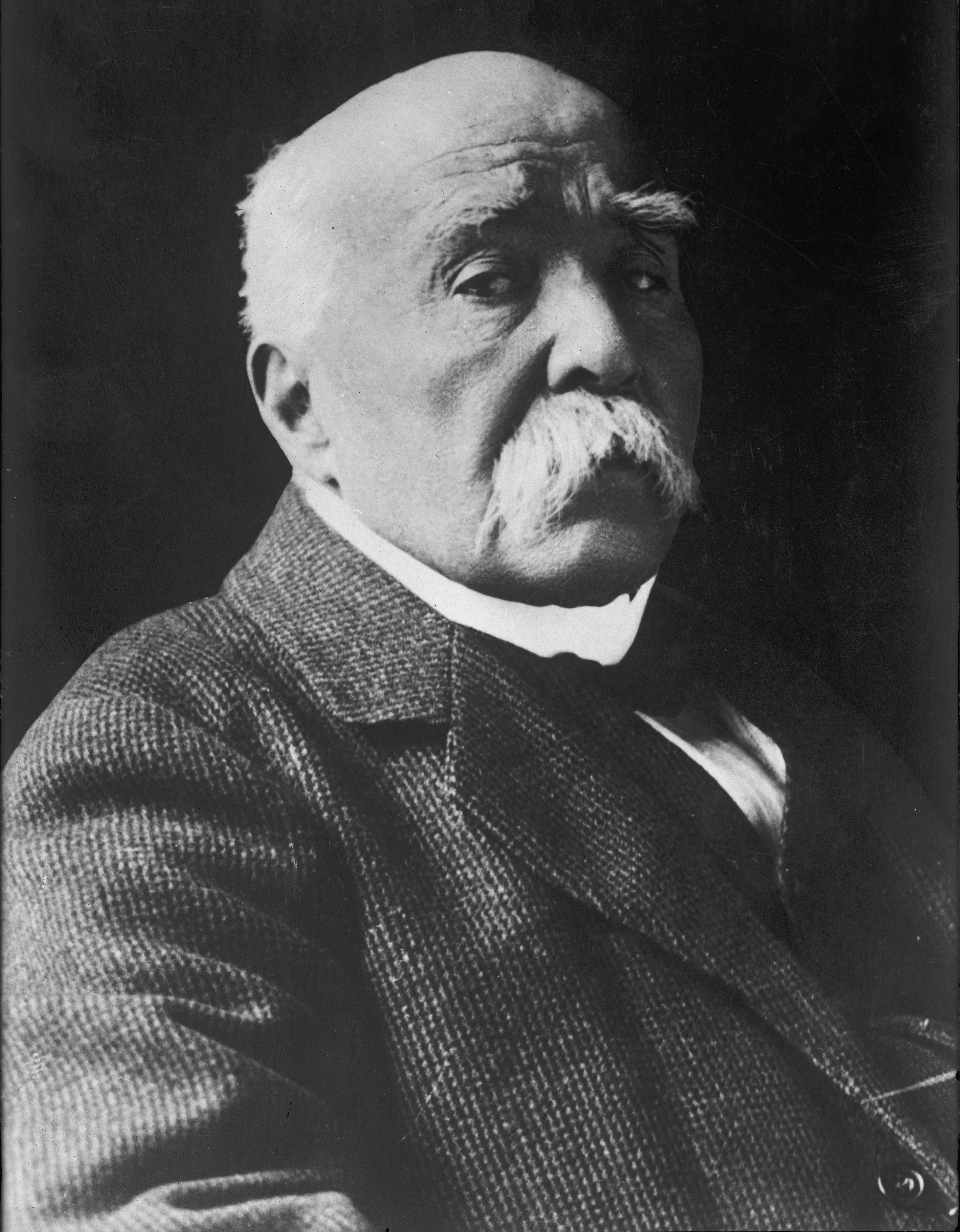
Georges Clemenceau

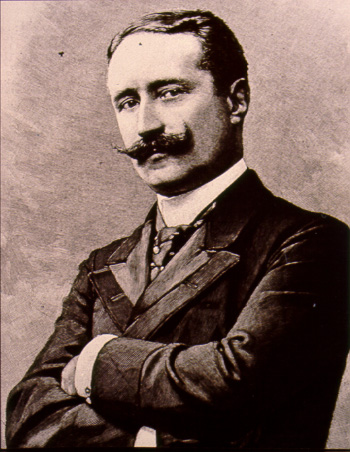
Paul Deschanel

Op 1920 vonden er in Frankrijk tweemaal presidentsverkiezingen plaats. De eerste verkiezing werd gehouden in januari.

## Verloop
De presidentsverkiezingen van 17 januari 1920 waren de eerste presidentsverkiezingen na de Eerste Wereldoorlog. De populaire premier Georges Clemenceau stelde zich begin januari kandidaat voor het presidentschap. De Père de la Victoire ("Vader van de Victorie") was weliswaar lid van de Parti Radical-Socialiste (Radicaal-Socialistische Partij), maar beschouwde zich als boven de partij staande. Clemeceau ging ervan uit dat hij de presidentsverkiezingen zou gaan winnen, te meer omdat de tegenkandidaten, Paul Deschanel (conservatief) en de oud-gouverneur-generaal van Algerije Charles Jonnart niet bijster populair waren.
Op 17 januari stemde de meerderheid van het Franse parlement voor kandidaat Deschanel die 82,66% van de stemmen kreeg in de eerste ronde. Met uitzondering van de presidentsverkiezingen van 1873 had een presidentskandidaat tijdens de Derde Franse Republiek nog nooit zoveel stemmen gekregen. Clemenceau kreeg minder dan 6% van de stemmen en werd derde, achter Jonnart. Hij trad af als premier en trok zich terug uit de politiek.
| Kandidaten         | Politieke richting | Ronde 1 |
| ------------------ | ------------------ | ------- |
| Paul Deschanel     | rechts             | 82,66%  |
| Charles Jonnart    | PRD                | 7,21%   |
| Georges Clemenceau | PRS                | 5,97%   |
| Anderen            | -                  | 1,51%   |

Paul Deschanel werd 18 februari 1920 geïnaugureerd. Enkele maanden later (september 1920) raakte hij, als gevolg van een val uit een trein, geestelijk gestoord en moest hij als president aftreden. Hierdoor werden er in september nieuwe verkiezingen gehouden.